# Skog vid Toftaån
Skog vid Toftaån este o arie protejată (arie specială de conservare — SAC, sit de importanță comunitară — SCI) din Suedia întinsă pe o suprafață de 80,9 ha, integral pe uscat.

## Localizare
Centrul sitului Skog vid Toftaån este situat la coordonatele 57°01′41″N 14°03′52″E / 57.028°N 14.0644°E.

## Înființare
Situl Skog vid Toftaån a fost declarat sit de importanță comunitară în iulie 2000 pentru a proteja 1 specie de plante și 1 specie de animale. Situl a fost protejat și ca arie specială de conservare în martie 2011.

## Biodiversitate
Situată în ecoregiunea boreală, aria protejată conține 5 habitate naturale: Păduri de fag Luzulo-Fagetum, Taiga vestică, Păduri acidofile de stejar bătrân cu Quercus robur pe câmpii nisipoase, Mlaștini turboase de tranziție și turbării mișcătoare, Păduri aluvionare cu Alnus glutinosa și Fraxinus excelsior (Alno-Padion, Alnion incanae, Salicion albae).
La baza desemnării sitului se află mai multe specii protejate:
- plante (1): Buxbaumia viridis
- mamifere (1): liliac de iaz (Myotis dasycneme)